# Valeriano del Vasto
Valeriano del Vasto (Saluzzo, 1370 – Manta, 1443) fue Señor de Verzuolo y Brondello.

## Vida

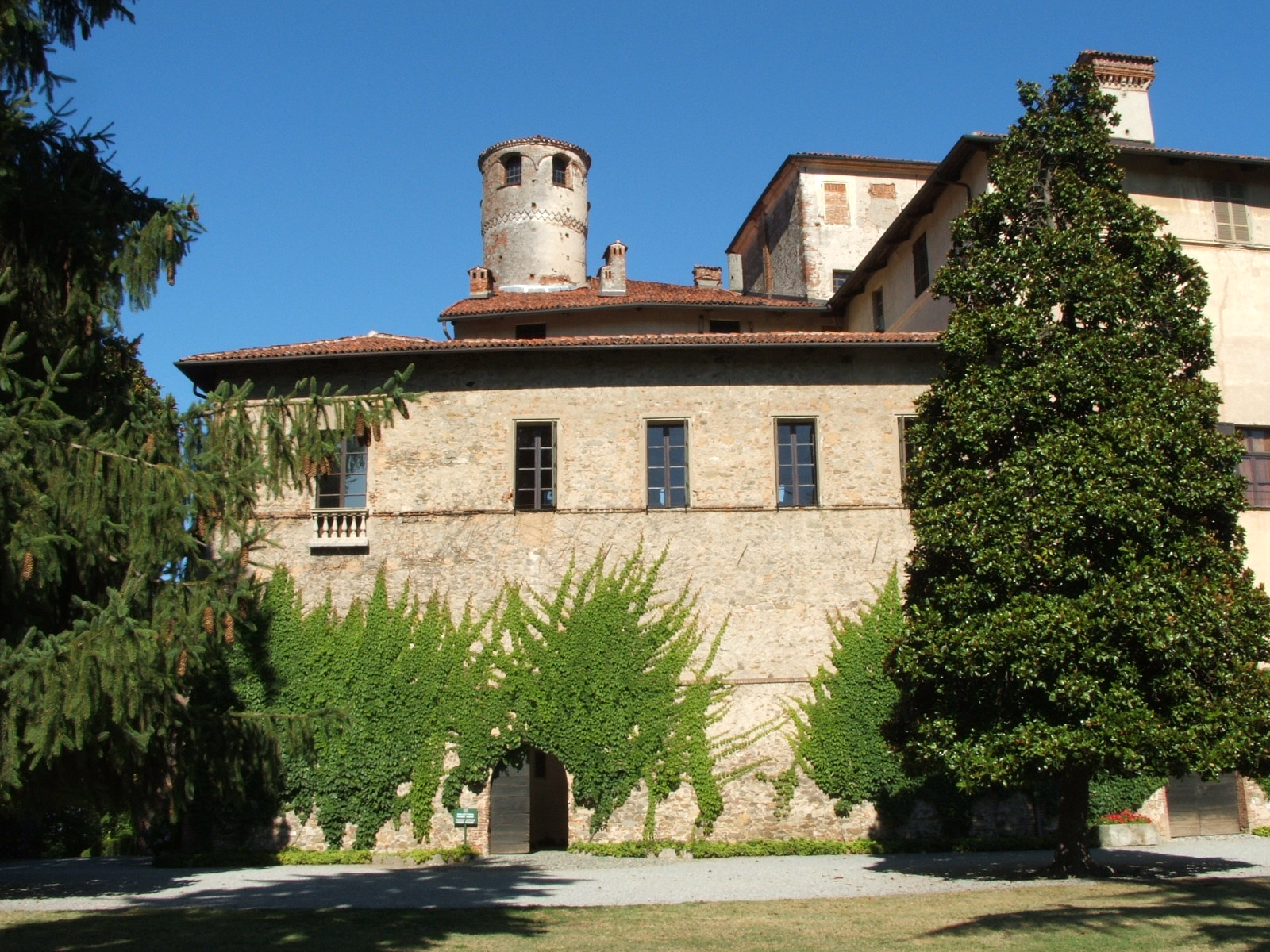
Castello della Manta, una antigua posesión de los marqueses de Saluzzo, que se convirtió en la residencia de Valeriano y sus descendientes.

Valeriano era hijo ilegítimo del marqués Tomás III de Saluzzo con su amante Olmeta de Soglio.  Como Ludovico, el hijo legítimo del marqués, era un niño de nueve años y Valeriano tenía ya cerca de 50 años, se decidió que Valeriano era el más adecuado para ejercer la regencia a la muerte de Tomás, pues era leal y no usurparía el trono.  Y así quedó dispuésto en el testamento del marqués.
A la muerte de Tomás, Valeriano se convirtió en regente, ejerciendo como el auténtico marqués hasta que Ludovico tuvo edad de gobernar.  Entonces Valeriano se retiró a su castillo de Manta, donde vivió hasta su muerte.  Ordenó la restauración de este castillo, donde, en la Sala del Barón, se conserva un imponente fresco del Héctor mitológico de la guerra de Troya.

De Valeriano desciende la rama familiar de los Señores de la Manta, que sobrevivió hasta el siglo XIX.
Gioffredo della Chiesa († París, 1553), que fue el notario y secretario del último marqués de Saluzzo (Gabriel I de Saluzzo) recopiló hacia 1530 una crónica de la historia del marquesado de Saluzzo.  En ella describe a Valeriano como:

El distinguido Valeriano bastardo de Saluzzo, el cual se autollamaba el Bordo, que fue un hombre para el estudio.